# 幻想曲 (ショパン)
『幻想曲』（げんそうきょく：Fantasie）ヘ短調 作品49は、フレデリック・ショパンが1841年に作曲したピアノ独奏のための幻想曲。演奏時間は11分～15分。

## 命名の由来
幻想曲とは元々、形式に捉われない自由な楽曲を意味し、バロック時代から多くの作品が書かれたが、その作風は時代によって変化してきた。バッハからモーツァルトに至っては、それは思いつくままに楽想を並べていったようなものであった。ベートーヴェンは自由な序奏の後、1つの主題が提示されて、それが何回も変奏され、発展していく形をとった。しかし、ロマン派になると、逆にソナタの形を取る長大な作品に仕上げられた。シューベルトの「さすらい人幻想曲」や、シューマンの幻想曲などはまさしくその典型である。 そしてショパンはソナタ形式を基調としながらも、序奏や中間部が組み入れられるきわめて自由な作品に仕上げた。ショパンはバラードでも同じような形式を用いたが、それらが3拍子系であるのに対して、4拍子系であることから幻想曲とされた。

## 解説
Tempo di marcia
曲は引きずるような序奏主題に始まり、ゆっくりとした葬送行進曲となる。
poco a poco doppio movimento
それが立ち止まったかと思うと、曲は2/2拍子となり、3連符のパッセージとなる。次第に曲は興奮して行き、ソナタの第1主題に発展する。ソナタは4つの主題があるとみることができ、第2主題は変イ長調、第3主題でハ短調から変ホ長調となり第4主題は変ホ長調となるが、それらは対比を意識したものではなく、1つの主題郡として、楽想が連続したものである。それが終わったかと思うと、再び経過部の3連符のパッセージが現れ、ハ短調と変ト長調で主題が一時的に再現される。しかし、そこから曲は急に落ち着きを見せ、三たび3連符のパッセージが登場する。
Lento sostenuto
ロ長調3/4拍子のコラールの中間部となる。しかしそれも長くは続かず、突然に打ち切られ、まもなく主題が変ロ短調で再現される。曲は提示部どおりの進行をし、その後3連符のパッセージから、変イ長調でコラール主題が出現し、そこからきらびやかな分散和音によって、変イ長調のまま閉じられる。

## 周囲の評価
ドヴォルザークの交響曲第3番第2楽章や、1952年にヒットしたポピュラーソング「雪の降るまちを」には、この曲の序奏のモチーフが現れる。またリストによると、この複雑な速度設定はショパンとサンドとの対立を描写したものとされている。